# Cucujus cinnaberinus
Espèce
Synonymes
- Cucujus depressus Fabricius, 1775[1]
- Cucujus geniculatus Reitter, 1893[1]
- Cucujus lechicus Trella, 1923[1]
- Cucujus sanguinolentus Linnaeus, 1767[1]
- Meloe cinnaberinus Scopoli, 1763[2]

Cucujus cinnaberinus, communément appelé Cucujus vermillon, est une espèce d'insectes coléoptères de la famille des Cucujidae. Elle figure dans les annexes de la Directive Habitats Faune Flore, les pays membres de l’UE doivent donc suivre l’évolution de ses populations.
En France, cette espèce n’était connue historiquement que d’une donnée du 18e siècle dans les Alpes-Maritimes. Mais des populations ont été découvertes vers Strasbourg en 2014 où de nouvelles observations sont faites chaque année, et en 2022 l’espèce a même été observée en Picardie à Viry-Noureuil.

## Systématique
L'espèce Cucujus cinnaberinus a été initialement décrite en 1763 par le naturaliste tyrolien Giovanni Antonio Scopoli (1723-1788) sous le protonyme de Meloe cinnaberinus.

## Écologie
Sa forme larvaire est orange et sa forme imago d’un rouge vif qui lui vaut son nom vernaculaire français avec des pattes entièrement noires, contrairement à Cucujus clavipes dont les fémurs sont rouges vifs.
Cucujus cinnaberinus se trouve majoritairement dans des forêts alluviales le long de grands fleuves, ou bien en forêt de montagne très humides. L’espèce se développe sous l’écorce d’arbres feuillus ou résineux, avec une préférence pour les bois tendres (Peuplier, Saule). Le bois doit être humide, et si possible partiellement ensoleillé. À l’état larvaire et adulte, cet insecte est prédateur et consomme divers arthropodes, mais il a aussi un régime opportuniste : il peut manger des tissus végétaux, du bois, des champignons, ou des déchets organiques comme des déjections,.

## Publication originale
- Ioannis Antonii Scopoli, Entomologica Carniolica exhibens insecta Carnioliae indigena et distributa in ordines, genera, species, varietates methodo Linnaeana (œuvre écrite), Vienne, 1763, [lire en ligne].